# Cornélie Noordwal
Cornélie Alexandrine Noordwal  (Den Haag, 30 september 1869 – Parijs, 31 mei 1928) was een Nederlandse schrijfster. Naast enig maatschappelijk bewogen journalistiek werk publiceerde zij veertien romans, enkele novellen en korte feuilletons, en drie blijspelen. Tot 1925 was zij de meest gelezen schrijfster in het Nederlands taalgebied.

## Leven en werk
Noordwal werd geboren in Den Haag, uit “zeer conservatieve” ouders van joodse komaf. Haar vader, afkomstig uit Gorredijk in Friesland, vestigde zich na zijn huwelijk in 1867 in de Lange Poten in Den Haag, eerst als graveur en opticien, later als geldwisselaar en commissionair in effecten.
Over de levensloop van Cornélie Noordwal is weinig bekend. Na een volgens eigen zeggen nogal onaangename schooljeugd behaalde zij in augustus 1889 de akte MO Engels. Hierna was zij enige tijd lerares, waar precies is niet bekend. In 1893 publiceerde zij bij uitgeverij Minkman in Arnhem haar eerste roman, Géraldine, een liefdesgeschiedenis voor oudere meisjes die redelijk positief werd gerecenseerd. Na drie soortgelijke, prettig geschreven maar weinig literaire meisjesboeken en de novelle Een Indische Neef, verscheen in 1900 haar eerste meer “volwassen” boek, zowel qua thematiek als uit literair-esthetisch oogpunt, bij Cohen Zonen in Amsterdam. In deze roman Ursule Hagen neemt de schrijfster stelling tegen zowel het alledaagse laat-19e-eeuwse standsbewustzijn als het antisemitisme van die jaren. Het boek werd herdrukt in 1901, 1903 en 1905 en na 1908 nog drie maal.
Rond deze tijd verliet Noordwal haar ouderlijk huis. Op 24 januari 1901 verhuisde zij naar Brussel, om in november naar Den Haag terug te keren. Begin 1908 vertrok zij naar Parijs, waar ze woonde tot aan haar dood. Zij is nooit getrouwd.
In haar tweede “Haagse periode”, tussen 1901 en 1908, publiceerde zij haar meest interessante romans: Intra Nos (1902), De Winkeljuffrouw uit l’Oiseau d’Or (1903), en De nieuwe mevrouw Garvliet (1908). In het meermalen herdrukte jeugdboek Nina Donker (1904) leert een "bakvisch" dat zelfinzicht en meegevoel belangrijker zijn dan rangen en standen. In deze periode verschenen ook haar eerste, meest geslaagde “Haagsche” blijspel, De referendaris-titulair  (1905) en de geestige novelle Juffrouw Wijnstede’s uitstapje (1906).
In haar Parijse tijd heeft zij waarschijnlijk geleefd van de talrijke herdrukken van haar inmiddels zeer populaire proza. Vanaf 1905 werd haar gehele oeuvre ondergebracht, en tot 1926 meerdere malen herdrukt, bij uitgeverij A.W. Bruna & Zoon te Utrecht. Tussen 1910 en 1928 verschenen slechts vier nieuwe romans, waarvan de laatste twee zich afspelen in Parijs, niet in Den Haag zoals haar meeste eerdere romans.
Noordwal correspondeerde met de jonggestorven Amsterdamse schrijver en journalist Fred Schröder (pseudoniem Frits Roosdorp) en later met onder anderen Ina Boudier-Bakker, de naturalist Frans Coenen en de door haar zeer bewonderde Willem Elsschot. Naast Coenen inspireerden Gustave Flaubert en Alphonse Daudet haar, evenals George Eliot en Charles Dickens. Haar beste werk kenmerkt zich vooral door de psychologische diepgang van haar hoofdpersonen en door sociale bewogenheid, met name waar het de positie van de werkende vrouw betreft. Ze geeft gedetailleerde beschrijvingen van het alledaagse stadsleven aan het begin van de 20e eeuw, in levendige dialogen en een vlotte verteltrant met veel humor en ironie.

## Werken
- Géraldine (roman) (1893)
- Kleine Trees (roman) (1895)
- Een Indische neef (novelle) (1896)
- Freule Edith (roman) (1896)
- O, die lastige juf! Een boek voor meisjes (roman) (1897)
- Het dagmeisje van den majoor (novelle) (1897)
- Ursule Hagen (roman) (1900)
- Pension Brocke (roman) (1900)
- Intra Nos. Een familieroman (1902)
- De winkeljuffrouw uit l'Oiseau d'Or. Chapeaux pour dames et enfants (roman) (1903)
- Nina Donker. Een boek voor bakvisschen (roman) (1904)
- De referendaris-titulair. Haagsch blijspel in 5 bedrijven (1905)
- Juffrouw Wijnstede's uitstapje (novelle) (1906)
- De nieuwe mevrouw Garvliet (roman) (1908)
- Mathilde Polenius (roman) (1910)
- Greet Hemming (roman) (1912)
- Mademoiselle de Chavise (roman) (1914)
- In de Rue Blanche (roman) (1923)

## Naoorlogse heruitgaven
Na de Tweede Wereldoorlog is in eerste instantie alleen De winkeljuffrouw heruitgegeven, in 1977 in een door Wim Zaal enigszins ingekorte versie. Een volledig herspelde versie werd in 2023 gepubliceerd bij uitgeverij Astoria. Bij Brave New Books verschenen Freule Edith (hertaald, 2021) en Intra Nos (herspeld, 2024), evenals Noordwals drie korte novellen onder de verzameltitel Vrouwenlevens (2024).

## Secundaire literatuur
- Wim Tigges, Cornélie Noordwal. De vergeten romans van een Haagse schrijfster, Hilversum, Verloren, 2023, 174 pag. ISBN 9789464550429
- Noordwals oeuvre wordt kort beschreven door Hans Pars[12] en is gecatalogiseerd door Louis Putman.[13]
- Zie ook individuele besprekingen door Mirjam van Hengel[14] en Wim Tigges, en de externe links.